# Mercuriceratops
Mercuriceratops é um gênero fóssil de dinossauro da família Ceratopsidae do Cretáceo Superior do Canadá e dos Estados Unidos. Há uma única espécie descrita para o gênero Mercuriceratops gemini. Seus restos fósseis foram encontrados nas formações de Judith River e Dinosaur Park na província de Alberta e no estado de Montana.